# Anolis nietoi
Espèce
Anolis nietoi est une espèce de sauriens de la famille des Dactyloidae. 

## Répartition
Cette espèce est endémique du Guerrero au Mexique.

## Description
Les mâles mesurent jusqu'à 50,0 mm et les femelles jusqu'à 38,5 mm.

## Étymologie
Cette espèce est nommée en l'honneur d'Adrian Nieto Montes de Oca.

## Publication originale
- Köhler, Trejo-Pérez, Petersen & Mendez de la Cruz, 2014 : A revision of the Mexican Anolis (Reptilia, Squamata, Dactyloidae) from the Pacific versant west of the Isthmus de Tehuantepec in the states of Oaxaca, Guerrero, and Puebla, with the description of six new species. Zootaxa, no 3862 (1), p. 1–210.